# Coppa Intercontinentale (baseball)
La Coppa Intercontinentale è stata un torneo di baseball riservato alle migliori nazionali appartenenti all'IBAF.
Il torneo si disputò per la prima volta nel 1973, in Italia. Da allora si è disputato con cadenza biennale fino al 1999, poi dal 2002 è diventato a cadenza quadriennale.
La nazionale che ha vinto più Coppe Intercontinentali è Cuba, che ne ha vinte 11. L'Italia, nel 2010, ha conquistato il suo primo podio in tale competizione, battendo 4-3 i padroni di casa di Taiwan.

## Edizioni
| Anno          | Ospitante  |               | Medaglie      | Medaglie        | Medaglie |
| Anno          | Ospitante  | Oro           | Argento       | Bronzo          |          |
| 1973 Dettagli | Italia     | Giappone      | Porto Rico    | Stati Uniti     |          |
| 1975 Dettagli | Canada     | Stati Uniti   | Giappone      | Nicaragua       |          |
| 1977 Dettagli | Nicaragua  | Corea del Sud | Stati Uniti   | Giappone        |          |
| 1979 Dettagli | Cuba       | Cuba          | Giappone      | Stati Uniti     |          |
| 1981 Dettagli | Canada     | Stati Uniti   | Cuba          | Rep. Dominicana |          |
| 1983 Dettagli | Belgio     | Cuba          | Stati Uniti   | Taipei cinese   |          |
| 1985 Dettagli | Canada     | Cuba          | Corea del Sud | Giappone        |          |
| 1987 Dettagli | Cuba       | Cuba          | Stati Uniti   | Giappone        |          |
| 1989 Dettagli | Porto Rico | Cuba          | Giappone      | Porto Rico      |          |
| 1991 Dettagli | Spagna     | Cuba          | Giappone      | Nicaragua       |          |
| 1993 Dettagli | Italia     | Cuba          | Stati Uniti   | Giappone        |          |
| 1995 Dettagli | Cuba       | Cuba          | Giappone      | Nicaragua       |          |
| 1997 Dettagli | Spagna     | Giappone      | Cuba          | Australia       |          |
| 1999 Dettagli | Australia  | Australia     | Cuba          | Giappone        |          |
| 2002 Dettagli | Cuba       | Cuba          | Corea del Sud | Rep. Dominicana |          |
| 2006 Dettagli | Taiwan     | Cuba          | Paesi Bassi   | Taipei cinese   |          |
| 2010 Dettagli | Taiwan     | Cuba          | Paesi Bassi   | Italia          |          |

## Medagliere
| Posizione | Nazione         | Oro | Argento | Bronzo | Totale |
| --------- | --------------- | --- | ------- | ------ | ------ |
| 1         | Cuba            | 11  | 3       | 0      | 14     |
| 2         | Giappone        | 2   | 5       | 5      | 12     |
| 3         | Stati Uniti     | 2   | 4       | 2      | 8      |
| 4         | Corea del Sud   | 1   | 2       | 0      | 3      |
| 5         | Australia       | 1   | 0       | 1      | 2      |
| 6         | Paesi Bassi     | 0   | 2       | 0      | 2      |
| 7         | Porto Rico      | 0   | 1       | 1      | 2      |
| 8         | Nicaragua       | 0   | 0       | 3      | 3      |
| 9         | Taipei cinese   | 0   | 0       | 2      | 2      |
| 9         | Rep. Dominicana | 0   | 0       | 2      | 2      |
| 10        | Italia          | 0   | 0       | 1      | 1      |